# Panteón de las Glorias del Norte
El Panteón de las Glorias del Norte es un lugar de honor que se ubica dentro de la Catedral de Salta. Allí se encuentran los restos de personas que se destacaron en la historia de la Provincia de Salta. Fue inaugurado el 20 de octubre de 1918 por el entonces Interventor Federal de Salta Manuel Carlés y fue bendecido por el Obispo de Salta, monseñor Gregorio Romero.
El artículo N.º 2 del Decreto Ley que crea el panteón establece taxativamente que "Una ley de la Legislatura discernirá en cada caso el ínclito honor" a rendirse, en clara alusión a los ingresos posteriores de los restos de los Guerreros de la Independencia en tan insigne recinto. Hasta hace poco eran siete las urnas conteniendo restos cinerarios de los patriotas ingresados y una mención simbólica -que no podía faltar-, al Soldado Desconocido de la Patria, que fue encontrado cerca del monumento a la Batalla de Salta o monumento 20 de Febrero.
Para la inauguración se encontraban presentes únicamente los restos de los generales Martín Miguel de Güemes y Rudecindo Alvarado. Cronológicamente los ingresos de las personalidades cuya memoria se venera allí, fueron los siguientes:
- 1934: Facundo de Zuviría

- 1945: Soldado Desconocido de la Patria.

- 1950: Comandante general de Armas de la Provincia -título otorgado por el general Güemes siendo este gobernador de Salta-, José Antonino Fernández Cornejo.

- 1954: Martina Silva de Gurruchaga, capitana del Ejército de la Patria, distinción conferida por el general Manuel Belgrano.

- 1959: Brigadier General Juan Antonio Álvarez de Arenales, fallecido en Moraya, Bolivia, en el año 1831.

- 1963: General Eustaquio Frías.

- 1999: Juana Manuela Gorriti.[2]

Se desconoce cómo fue que las cenizas de Carmen Puch de Güemes ingresaron al Panteón. El Gobierno de Salta afirmó que no tuvo nada que ver con el hecho. Sin embargo los restos de Carmen Puch no fueron retirados, se consideró justo y prudente que ella descansara al lado de su marido.